# Slatina nad Úpou
Slatina nad Úpou è un comune della Repubblica Ceca facente parte del distretto di Náchod, nella regione di Hradec Králové.